# Pont du Saint-Esprit
De Pont du Saint-Esprit is een brug over de Rhône aan het centrum van de Zuid-Franse gemeente Pont-Saint-Esprit in het departement Gard. De brug is 919 meter lang en heeft 26 bogen, 19 grote en 7 kleine bogen. De brug verbindt Pont-Saint-Esprit op de rechteroever met Lamotte-du-Rhône in het departement Vaucluse op de linkeroever.
Tot de aanleg van de brug werd besloten door graaf Alfons van Poitiers, graaf van Poitiers en Toulouse en een broer van koning Lodewijk IX. De aanleg van de brug, het onderhoud en de opvang van hulppzoekenden en zieken in het Maison des Chevaliers, een bouwwerk bij de brug, werd gerealiseerd door de broederschap van bruggenbouwers.
De brug werd in 1966 geklasseerd als Monument historique. Het is de oudste Rhônebrug die nog in gebruik is.